# Resolutie 165 Veiligheidsraad Verenigde Naties
Resolutie 165 van de Veiligheidsraad van de Verenigde Naties werd unaniem goedgekeurd door de VN-Veiligheidsraad op 26 september 1961.

## Inhoud
De Veiligheidsraad had de aanvraag van Sierra Leone voor VN-lidmaatschap bestudeerd, en beval de Algemene Vergadering aan om Sierra Leona toe te laten tot de VN.

## Verwante resoluties
- Resolutie 159 Veiligheidsraad Verenigde Naties (Mali)
- Resolutie 160 Veiligheidsraad Verenigde Naties (Nigeria)
- Resolutie 166 Veiligheidsraad Verenigde Naties (Mongolië)
- Resolutie 167 Veiligheidsraad Verenigde Naties (Mauritanië)

Lijst ·  161 ·  162 ·  163 ·  164 ·  165 ·  166 ·  167 ·  168 ·  169 ·  170